# 리처드 G. 해처

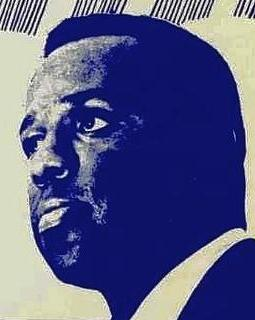

리처드 고든 해처(Richard Gordon Hatcher, 1933년 7월 10일 ~ 2019년 12월 13일)는 아프리카계 미국인 처음으로 게리의 시장(1968~87)을 지낸 정치인이다. 1967년 11월 선거에서 당선되어 미국 북부의 상공업 도시에서 처음으로 선출된 흑인 시장들 중의 하나였고, 인디애나주에서는 첫 흑인 시장으로 알려졌다.
인디애나주 미시간 시티(Michigan City)에서 태어나 1956년 인디애나 대학교에서 이학사를 취득하였고, 1959년 발파라이소 대학교의 법과 대학원에서 법학 박사 학위를 취득하였다.
1968년 1월 게리의 시장으로 취임식을 가져, 1987년까지 그 직에 있었다. 시장으로서 보유 기간 동안에 그는 국제적으로 열렬하고 야기적인 인권 운동의 대변인으로 알려졌다. 그는 가끔 마틴 루서 킹 2세, 로버트 케네디, 제시 잭슨과 다른 인권 운동의 제의자들과 나란히 연설을 하였다.
1984년 대통령 선거에서 제시 잭슨 목사의 선거전을 위한 의장으로 근무하였다. 이어서 그는 민주당 국립 위원회의 부의장을 지내기도 하였다. 민주당의 흑인 간부 회의 보증을 가짐에도 불구하고 일리노이주의 검사원장 롤랜드 버리스의 부탁으로 지위들을 통과하였다.
후에 그는 발파라이소 대학교 법과 대학원에서 고참 연구 교수 겸 학장의 특별 보조인으로 지냈다.
2019년 12월 13일 시카고에서 86세의 나이로 사망하였다.

## 역대 선거 결과
| 선거명      | 직책명    | 대수 | 정당   | 득표율 | 득표수   | 결과 | 당락           |
| ----------- | --------- | ---- | ------ | ------ | -------- | ---- | -------------- |
| 1967년 선거 | 게리 시장 | 16대 | 민주당 | 51.42% | 39,940표 | 1위  | 게리 시장 당선 |
| 1971년 선거 | 게리 시장 | 16대 | 민주당 | 67.82% | 38,039표 | 1위  | 게리 시장 당선 |
| 1979년 선거 | 게리 시장 | 16대 | 민주당 | 75.26% | 19,932표 | 1위  | 게리 시장 당선 |
| 1983년 선거 | 게리 시장 | 16대 | 민주당 | 94.20% | 20,107표 | 1위  | 게리 시장 당선 |